# Вуков, Вице
Вице Вуков (хорв. Vice Vukov; 3 августа 1936, Шибеник — 24 сентября 2008 или 23 сентября 2008, Загреб) — югославский и хорватский певец и политик.
Начал музыкальную карьеру в 1959 году, добившись в 1960-х годах известности на родине и за рубежом, выступал практически во всех городах Югославии и во многих странах. Участвовал в международных песенных конкурсах, в том числе «Евровидение-1963» (11 место), «Евровидение-1965» (12 место), «Интервидение-1967» (2 место), «Интервидение-1968» (2 место).
Успешная карьера певца была прервана в 1970-х годах в связи с участием в «Хорватской весне» и эмиграцией во Францию. Возобновить её удалось только в 1989 году. За свою карьеру записал более 400 композиций.
С 2003 года был депутатом парламента Хорватии от Социал-демократической партии. Скончался от последствий травмы, полученной при падении с лестницы в здании парламента в 2005 году.